# Szuszpenzió

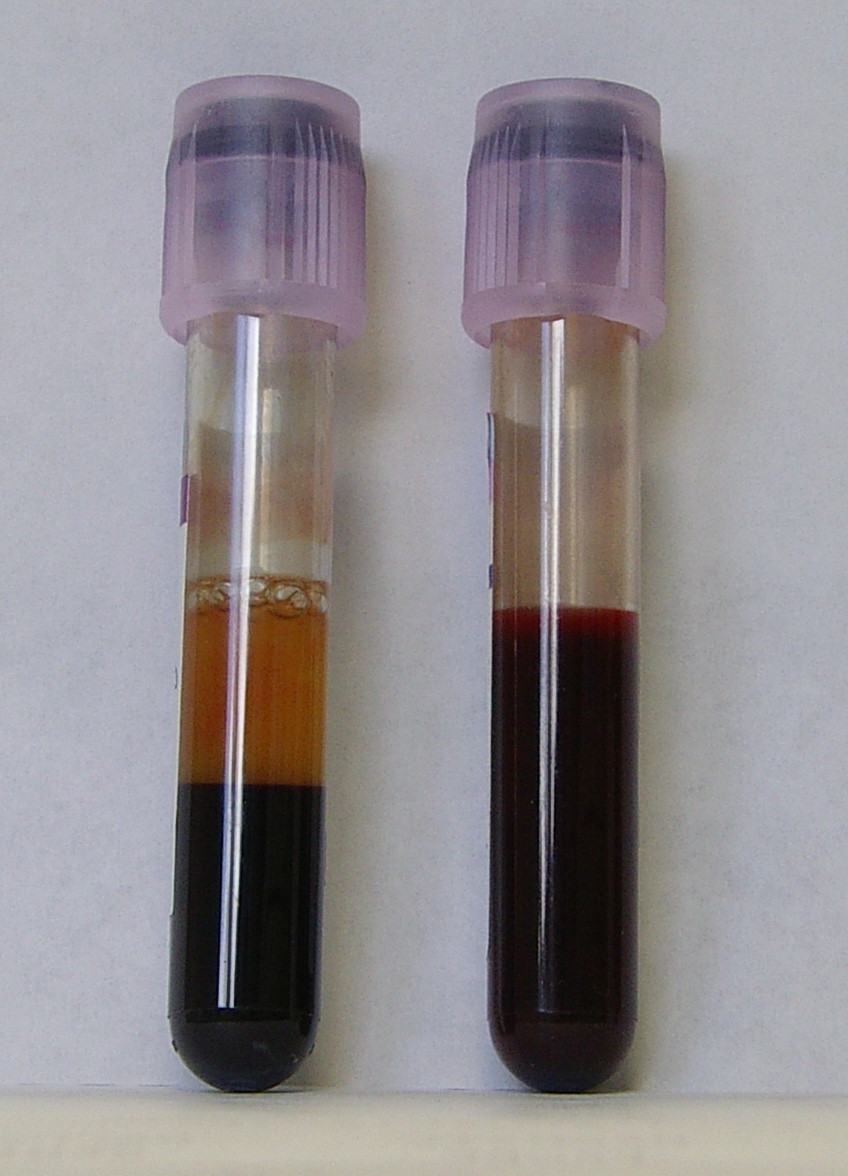
Példa a kolloid szuszpenzióra: a vér

A szuszpenzió olyan folyadék, amelyben szilárd anyagszemcsék vannak eloszlatva. Ha az eloszlatott részecskék a kolloid mérettartományba (1-1000 nanométer) esnek, akkor kolloid szuszpenziónak hívják. A szuszpenzió alkotóelemei nem szolvatálnak, azok között nem lép fel oldódás. A folyadékban lebegő szilárd szemcsék közül a nehezebb alkotóelemek leülepednek az edény aljára egy bizonyos idő elteltével (gravitációs elválasztás; ülepítés). A szuszpenzióra egy példa a homok és a víz keveréke, míg a kolloidális szuszpenzióra a vér szolgáltathat példát.
A latin suspensio szó fennakadást, felfüggesztést, lebegve tartást jelent.

## A szilárd elemek hidratálása
A szuszpenzióból emulzióvá válásnak több módszere is van. A legegyszerűbb ha a szilárd elemeket hidratáljuk egy bizonyos reakcióval. A hőmérséklet emelése is elősegítheti a folyamatot, ugyanis a szilárd elemek oldhatósága a hőmérséklettől is függ.